# C'est la vie (Melodifestivalsång)
C'est la vie är en sång som var med i Melodifestivalen 2004 där den framfördes av Ann-Louise Hanson, Towa Carson och Siw Malmkvist. Kompositör är Thomas G:son. Temat i sångtexten kretsar kring en som blivit övergiven av sin käresta, även om melodin klassas som "glad" och "fartfylld". C'est la vie är nämligen en "typisk schlagersång": "gammeldags" och svängig.

## Listplaceringar

### Svensktoppen
Singeln placerade sig som högst på 33:e plats på försäljningslistan för singlar i Sverige. Melodin testades på Svensktoppen, och gick den 25 april 2004 in på sjunde plats . Melodins besök på Svensktoppen varade i tre omgångar, med sjätteplats den 2 maj 2004  som bästa placering där.

## Övrigt
- C'est la vie är franska och betyder "Så'nt är livet", men annars är sångtexten helt på svenska.
- Sången användes flitigt i den show som deltagarna av TV3:s dokusåpa Club Goa skulle sätta upp under seriens gång.

### Listplaceringar
| Lista (2004, 2006) | Topplacering |
| ------------------ | ------------ |
| Sverige            | 33           |